# اقتصاد طاجيكستان
اقتصاد طاجيكستان قد ضعف بشكل خطير بسبب ست سنوات من الصراع المدني، وفقدان أسواق منتجاتها، وبالتالي طاجيكستان تعتمد على المساعدات الإنسانية الدولية من أجل توفير احتياجاتها المعيشية الأساسية. حتى لو تم احترام اتفاقية السلام ليونيو 1997 إلا أن البلاد تواجه مشاكل كبيرة في دمج اللاجئين والمقاتلين السابقين في الاقتصاد. مستقبل الاقتصاد طاجيكستان والقدرة على جذب الاستثمارات الأجنبية يعتمد على الاستقرار واستمرار التقدم في عملية السلام.
جاءت طاجيكستان في المركز 111 في مؤشر الابتكار العالمي عام 2023. وتقدّمت للمركز 107 وفق مؤشر 2024.

## التاريخ الاقتصادي
تعرض الاقتصاد الطاجيكستاني لضعف شديد بسبب سنوات الحرب الأهلية الست. تعتمد طاجيكستان على المساعدات الدولية في استيراد معظم احتياجاتها المعيشية الأساسية. بالرغم اتفاقية السلام الموقعة في يونيو 1997، تواجه البلاد مشاكل كبيرة في دمج اللاجئين والمقاتلين السابقين في الاقتصاد. يعتمد مستقبل اقتصاد طاجيكستان وإمكانية جذب الاستثمار الأجنبي على الاستقرار والتقدم المستمر في عملية السلام.
على الرغم من مقاومة المصالح الخاصة، واصلت حكومة طاجيكستان السعي لتحقيق استقرار الاقتصاد الكلي والإصلاح الهيكلي. أعلنت الحكومة في ديسمبر 1999 أن خصخصة المشاريع الصغيرة قد اكتملت بنجاح. بعد وقت قصير من نهاية سنة 2000 المالية، وافق صندوق النقد الدولي على القرض السنوي الثالث لتسهيلات الحد من الفقر والنمو لطاجيكستان.
يبين الجدول التالي أهم المؤشرات الاقتصادية في 1997-2017.
| Year                                                                          | 1993       | 1995       | 2000       | 2005        | 2006        | 2007        | 2008        | 2009        | 2010        | 2011        | 2012        | 2013        | 2014        | 2015        | 2016        | 2017        |
| ----------------------------------------------------------------------------- | ---------- | ---------- | ---------- | ----------- | ----------- | ----------- | ----------- | ----------- | ----------- | ----------- | ----------- | ----------- | ----------- | ----------- | ----------- | ----------- |
| الناتج المحلي الإجمالي بالدولار الأمريكي (تعادل القوة الشرائية)               | 6.61 مليار | 4.73 مليار | 5.92 مليار | 10.41 مليار | 11.48 مليار | 12.70 مليار | 13.97 مليار | 14.62 مليار | 15.77 مليار | 17.29 مليار | 18.93 مليار | 20.65 مليار | 22.43 مليار | 24.04 مليار | 26.02 مليار | 28.38 مليار |
| نصيب الفرد من الناتج المحلي الإجمالي بالدولار الأمريكي (تعادل القوة الشرائية) | 1,186      | 836        | 945        | 1,504       | 1,625       | 1,760       | 1,895       | 1,943       | 2,070       | 2,216       | 2,376       | 2,540       | 2,702       | 2,836       | 3,008       | 3,212       |
| النمو                                                                         | −11.1 %    | −12.5 %    | 8.3 %      | 6.7 %       | 7.0 %       | 7.8 %       | 7.9 %       | 3.9 %       | 6.5 %       | 7.4 %       | 7.5 %       | 7.4 %       | 6.7 %       | 6.0 %       | 6.9 %       | 7.1 %       |
| التضخم (نسبة مئوية)                                                           | 2,000.6 %  | 612.5 %    | 32.9 %     | 7.3 %       | 10.0 %      | 13.2 %      | 20.4 %      | 6.4 %       | 6.4 %       | 12.4 %      | 5.8 %       | 5.0 %       | 6.1 %       | 5.8 %       | 5.9 %       | 7.3 %       |
| الدين الحكومة (نسبة مئوية من الناتج المحلي الإجمالي)                          | ...        | ...        | 111 %      | 46 %        | 37 %        | 34 %        | 30 %        | 37 %        | 37 %        | 36 %        | 32 %        | 29 %        | 28 %        | 34 %        | 42 %        | 48 %        |

## الصناعات

### الزراعة
على الرغم من أن الحكومة قد أعلنت عن برنامج إصلاح الأراضي، إلا أنه في عام 2006 ظلت العديد من مزارع الدولة موجودة، تحتفظ الدولة بالسيطرة على الإنتاج والحصاد في المزارع المخصخصة. كانت خصخصة مزارع القطن بطيئة خصوصًا. في أوائل 2000 كانت المحاصيل الرئيسية هي القطن (الذي احتل ثلث الأراضي الصالحة للزراعة في عام 2004 ولكنه انخفض بعد ذلك التاريخ)، والحبوب (القمح بشكل أساسي) والبطاطا والخضروات (البصل والطماطم بشكل أساسي) والفواكه والأرز. يساهم القطن مساهمة مهمة في كل من القطاع الزراعي والاقتصاد الوطني. يمثل القطن 60 في المائة من الإنتاج الزراعي، ويدعم 75 في المائة من سكان الريف، ويحتل 45 في المائة من الأراضي المروية. تستورد طاجيكستان استيراد الحبوب من كازاخستان وأوزبكستان.
أنتجت طاجيكستان في عام 2018:
- 964 ألف طن بطاطس؛
- 778 ألف طن قمح.
- 680 ألف طن من البصل.
- 641 ألف طن من البطيخ.
- 443 ألف طن من الطماطم.
- 356 ألف طن جزرة.
- 308 ألف طن من الخضار؛
- 300 ألف طن من القطن؛
- 241 ألف طن من العنب.
- 238 ألف طن تفاح.
- 237 ألف طن ذرة؛
- 211 ألف طن من الخيار.
- 116 ألف طن من الملفوف؛
- 108 آلاف طن من الشعير.
- 90 ألف طن من الأرز.

بالإضافة إلى إنتاج أصغر من المنتجات الزراعية الأخرى مثل المشمش (31 ألف طن).
3٪ من مساحة طاجيكستان غابات. لا توجد منطقة شجرية مصنفة على أنها صالحة للاستخدام التجاري؛ معظمهم تحت حماية الدولة. إنتاج الخشب لا يكاد يذكر. تنتج الجداول والبحيرات كمية محدودة من الأسماك، وتنتج المزارع السمكية بعض الأسماك. صيد في عام 2003 حوالي 158 طنُا من الأسماك و167 طنًا من المزارع السمكية.

### التعدين
لدى طاجيكستان رواسب غنية من الذهب والفضة والأنتيمون. توجد أكبر رواسب الفضة في صغد. تنتج طاجيكستان أيضًا السترونتيوم والملح والرصاص والزنك والفلورسبار والزئبق واليورانيوم. تعتمد صناعة معالجة الألمنيوم الواسعة في طاجيكستان كليًا على الخام المستورد.

### الطاقة
تتمتع أنهار طاجيكستان، مثل نهر فخش وبانج، بإمكانيات طاقة كهرومائية كبيرة. طاجيكستان هي موطن لسد نورك للطاقة، ثاني أعلى سد في العالم. بدأت محطة سانجتودا 1 لتوليد الطاقة الكهرومائية التي تديرها شركة إنتر راو الروسية الإنتاج بسعة 670 ميجاوات عملياتها في 18 يناير 2008 وشغلت رسميًا في 31 يوليو 2009. كان من المقرر أن تبني شركة إنتر راو الروسية سد روجون ولكن بعد الخلافات، انسحبت روسيا. استؤنف الإنتاج في عام 2010 باستثمارات إيرانية ومساعدة صينية. إلى جانب الطاقة الكهرومائية، تشتمل موارد الطاقة الأخرى على رواسب كبيرة من الفحم واحتياطيات أصغر من الغاز الطبيعي والنفط. أعلنت شركة غازبروم الروسية في ديسمبر 2010 اكتشاف احتياطيات كبيرة من الغاز الطبيعي في حقل ساريكاميش تبلغ 60 مليار متر مكعب من الغاز الطبيعي، وهو ما يكفي  الاستهلاك المحلي لطاجيكستان لمدة 50 عامًا. شركة الكهرباء الوطنية هي برقي توجيك.
طاجيكستان هي دولة شريكة في برنامج انوجيت للطاقة التابع للاتحاد الأوروبي، والذي يتضمن أربعة موضوعات رئيسية: تعزيز أمن الطاقة وتقارب أسواق الطاقة في الدول الأعضاء ودعم تنمية الطاقة المستدامة وجذب الاستثمار لمشاريع الطاقة في المصلحة المشتركة والإقليمية.

### الخدمات
زادت نسبة مساهمة قطاع الخدمات في الناتج الإجمالي خلال 2000. تحسن النظام المصرفي كثيرًا بسبب رقابة بنك طاجيكستان الوطني القوية، والقيود المخففة على مشاركة المؤسسات الأجنبية، والإصلاح التنظيمي. يوجد في البلاد 16 بنك تجاري والبنك المركزي. أعلن عبدجبور شيرينوف، رئيس بنك طاجيكستان الوطني، عن وجود 142 مؤسسة ائتمانية، بما في ذلك 16 مصرفاً و299 فرعاً، واثنتان من المؤسسات المالية غير المصرفية و124 منظمة للتمويل الأصغر تعمل في طاجيكستان في الأول من عام 2013.

### السياحة
قضت الحرب الأهلية على السياحة في طاجيكستان، لكنها بدأت الظهور في السنوات الأخيرة. صنفت جمعية الرحالة البريطانية طاجيكستان على أنها سابع أفضل وجهة سفر للمغامرة على وجه الأرض في عام 2018. ردت اللجنة الطاجيكية للتنمية السياحية على هذه الجائزة بالقول إن إدراج طاجيكستان في أفضل 20 وجهة سفر مغامرات لجمعية الرحالة البريطانية يشهد على تطور السياحة في [البلد].